# Boris Baláž
Boris Baláž (Liptovský Mikuláš, 20 november 1997) is een Slowaaks boogschutter.

## Carrière
Baláž nam deel aan de Olympische Spelen in 2016, hij verloor in de eerste ronde van de latere olympisch kampioen Ku Bon-chan. Hij nam ook deel aan het wereldkampioenschap in 2015.